# NGC 1001
NGC 1001 ist eine Linsenförmige Galaxie vom Hubble-Typ S im Sternbild Perseus am Nordsternhimmel. Sie ist schätzungsweise 214 Millionen Lichtjahre von der Milchstraße entfernt und hat einen Durchmesser von etwa 40.000 Lichtjahren. Vom Sonnensystem aus entfernt sich die Galaxie mit einer errechneten Radialgeschwindigkeit von näherungsweise 4.700 Kilometern pro Sekunde.
Das Objekt wurde am 8. Dezember 1871 vom französischen Astronomen Édouard Stephan entdeckt.

## Galaktisches Umfeld
| Nr. | Galaxie                 | Alternativname            | Rek          | Dek           | Distanz/asec |
| --- | ----------------------- | ------------------------- | ------------ | ------------- | ------------ |
|     | NGC 1001                | PGC 10050                 | 02h39m12.6s  | +41d40m18s    | 0            |
| 1   | LEDA/PGC 2185039        | MASX J02392843+4140491    | 02h39m28.45s | +41d40m49.1s  | 180.03       |
| 2   | NGC 999                 | PGC 10026                 | 02h38m47.4s  | +41d40m14s    | 282.46       |
| 3   | LEDA/PGC 2184614        | 2MASX J02394554+4139184   | 02h39m45.55s | +41d39m18.2s  | 373.88       |
| 4   | NGC 996                 | PGC 10015                 | 02h38m39.87s | +41d38m51.1s  | 377.61       |
| 5   | LEDA/PGC 2183543        | 2MASX J02385029+4135332   | 02h38m50.27s | +41d35m33.3s  | 379.71       |
| 6   | 2MASX J02384262+4136182 | WISEA J023842.63+413618.0 | 02h38m42.62s | +41d36m18.2s  | 413.57       |
| 7   | LEDA/PGC 2183585        | [WGB2006] 023518+41200_e  | 02h38m31.82  | +41d35m40.1s  | 535.75       |
| 8   | LEDA/PGC 2182555        | 2MASX J02384770+4131542   | 02h38m47.73s | +41d31m54.4s  | 575.83       |
| 9   | LEDA/PGC 2187534        | 2MASX J02394141+4149354   | 02h39m41.41s | +41d49m35.8s  | 643.91       |
| 10  | NGC 1005                | PGC 10062                 | 02h39m29.2s  | +41d29m20s    | 663.97       |
| 11  | NGC 995                 | PGC 10008                 | 02h38m32.0s  | +41d31m45s    | 685.91       |
| 12  | LEDA/PGC 2187707        | 2MASX J02394516+4150124   | 02h39m45.20s | +41d50m12.8s  | 696.58       |
| 13  | LEDA/PGC 2188118        | 2MASX J02384568+4151382   | 02h38m45.67s | +41d51m38.3s  | 743.84       |
| 14  | NGC 1000                | PGC 10028                 | 02h38m49.743 | +41d27m34.86s | 805.45       |
| 15  | LEDA/PGC 9983           | UGC 2111                  | 02h38m05.52s | +41d47m22.4s  | 863.50       |